# 514 p.n.e.
| [ Edytuj tabelę ] |                                                                       |
| Tyran Aten        | - 527 p.n.e. Hipparchos 514 p.n.e. - 527 p.n.e. Hippiasz 510 p.n.e.   |
| Władca Chin       | - 520 p.n.e. Jingwang 476 p.n.e.                                      |
| Król Kartaginy    | - 530 p.n.e. Hazdrubal Magonida 510 p.n.e.                            |
| Król Macedonii    | - 547 p.n.e. Amyntas I 498 p.n.e.                                     |
| Władca Persji     | - 522 p.n.e. Dariusz Wielki 486 p.n.e.                                |
| Król Rzymu        | - 534 p.n.e. Tarkwiniusz II 509 p.n.e.                                |
| Król Sparty       | - 520 p.n.e. Kleomenes I 490 p.n.e. - 515 p.n.e. Demaratos 491 p.n.e. |
| Król Syngalezów   | - 543 p.n.e. Widźaja 505 p.n.e.                                       |

Rok 514 p.n.e.
stulecia: VII wiek p.n.e. ~
VI wiek p.n.e. ~
V wiek p.n.e.

lata: 524 p.n.e. «
518 p.n.e. «
517 p.n.e. «
516 p.n.e. «
515 p.n.e. «
514 p.n.e. »
513 p.n.e. »
512 p.n.e. »
511 p.n.e. »
510 p.n.e. »
504 p.n.e.

## Wydarzenia
- król He Lu, władający państwem Wu, założył miasto Suzhou jako swoją stolicę
- Mandrokles z Samos zmontował pierwszy znany most łyżwowy. Miał on długość 900 m i posłużył armii perskiej do przekroczenia Bosforu
- Kartagińczycy uniemożliwili Spartanom kolonizację wybrzeży Libii

## Zmarli
- Hipparch, tyran Aten, zamordowany przez Ateńczyków
- Harmodios, zabójca tyrana Hipparcha (ur. 530 p.n.e.) (data sporna lub przybliżona).
- Aristogejton, zabójca tyrana Hipparcha (ur. 550 p.n.e.) (data sporna lub przybliżona).